# Керпатенко Юрій Леонідович
Юрій Леонідович Керпатенко (9 вересня 1976, м. Херсон Херсонської області, УРСР — 28 вересня 2022, м. Херсон) — український диригент, оркестровщик, баяніст. Головний диригент Херсонського музично-драматичного театру ім. Миколи Куліша. Розстріляний російськими окупантами під час окупації Херсонщини у 2022 році.

## Життєпис
Народився 9 вересня 1976 року в Херсоні.
Музикою почав займатися з 7 років. Із відзнакою закінчив 1991 року ДМШ № 1 по класу баяна у викладача А. В. Коструба. Під час навчання неодноразово виборював перші місця в обласних конкурсах серед учнів музичних шкіл.
У тому ж 1991 р. поступив до Херсонського музичного училища в клас викладача В. І. Мельниченка. Під час навчання неодноразово ставав лауреатом регіональних і республіканських конкурсів виконавців на народних інструментах, зокрема лауреатом II премії на республіканському конкурсі серед учнів музичних училищ, який проходив у Херсоні (1995 р.). Музичне училище закінчив у 1995 році по класу баяна (викл. В. І. Мельниченко, Леонід Воробйов), факультативно навчався композиції у класі Ю. В. Валерштейна. Написав низку творів для баяна, фортепіано, народного та камерного оркестрів, які увійшли в репертуар народного оркестру ХМУ, різних ансамблів народних інструментів, камерного оркестру «Гілея» Херсонської обласної філармонії. Того ж року став лауреатом II премії республіканського конкурсу народних інструментів, який проходив у Херсоні.
2000 року закінчив Київську Національну музичну академію ім. Петра Чайковського з класу баяна (викладачі проф. В. С. Паньков і Ю. В. Федоров), а в 2004 — кафедру оперно–симфонічного диригування (викладач — народний артист України В. Б. Гнєдаш, професор Л. М. Колодуб).
Головним диригентом камерного оркестру «Гілея», 2000-го року розпочав трудову діяльність в Херсонській обласній філармонії. Колектив брав участь у фестивалі камерної та симфонічної музики «Травневі зустрічі» (2005 р., м. Кіровоград), фестивалі камерної музики «Амадеус» (2006 р., м. Херсон), міжнародному конкурсі «Академічного мистецтва юнацтва» (м. Нова Каховка). У лютому 2015 року Юрій Керпатенко разом із Владиславом Білявським диригували концертом до ювілею народного артиста України Григорія Вазіна, засновника та протягом чверть століття керівника камерного оркестра «Гілея».
З 2004 року — головний диригент Херсонського музично-драматичного театру ім. Миколи Куліша, де був ініціатором створення театралізованих оркестрових програм «Чарівна музика оркестру», «В полоні музики, театру і кіно». У травні 2010-го разом з трупою театра виїздив до міста Ножан-сюр-Марн під Парижем, для участі у програмі «Гуляй, славяне!»  як баяніст. Активно працював як оркестровщик, виконуючи замовлення для ансамблів та оркестрів.
У лютому 2014 року відмовився від участі в концерті «Диско, ретро, джаз» через оголошену в країні жалобу за загиблими Героями Небесної Сотні.
Відмовився брати участь в концерті камерного оркестру «Гілея», який російські окупанти вирішили організувати в Херсонській філармонії до Міжнародного дня музики. Його позиція стала прикладом для інших музикантів, концерт відбувся у напівпорожньому залі й за участю лише кількох оркестрантів. За словами очевидців, окупанти розстріляли його у власній квартирі автоматною чергою через зачинені двері, які він відмовився відчинити.
13 жовтня 2022 року з'явилося повідомлення про розстріл російськими окупантами Юрія Керпатенка у власному будинку. Інформацію про це опублікувала кореспондентка Олена Ваніна: Сьогодні стало відомо, що диригента Херсонської філармонії розстріляли окупанти. Він відмовився із ними співпрацювати. Вони сказали: «Ми до тебе ще прийдемо». Прийшли до нього додому і там розстріляли. Мені хотілося б, щоб вся Україна про це знала. То був дуже талановитий диригент, а особливо аранжувальник. За інформацією Херсонської міської ради «окупанти пропонували музиканту організувати свято до Дня музики, аби зробити картинку про нібито щасливе життя з росією. Але пан Юрій відмовився співпрацювати з ворогом».
Був одружений, мав доньку.

## Нагороди
- Орден «За мужність» III ступеня (23 лютого 2023, посмертно) — за громадянську мужність, особисті заслуги у захисті державного суверенітету та територіальної цілісності України в умовах воєнного стану, вірність Українському народові[18]

## Робота в театрі
- мюзикл «Малюк» Юрія Шевченка
- оперета «Фіалка Монмартру» Імре Кальмана
- концертно-театральні програми «Чарівна музика оркестру», «Музика театру та кіно», «Пісні війни, пісні Перемоги», «Музичні промінці», «Маска, я тебе знаю!», «Як у нас на Україні», «Диско, ретро, джаз»